# 伍人報
《伍人報》是於1930年6月開始由臺灣共產黨黨員王萬得主倡，陳兩家、周合源、江森鈺與張朝基合組「伍人報社」的出版刊物。最初《伍人報》是為左翼聯合陣線刊物型態，不久後便成為了濃厚共產主義色彩的刊物。《伍人報》創刊後多次被禁刊，但仍持續發行至15號（並改名為《工農先鋒》）。此份刊物存在日期雖不長，但受左派青年支持，並與日本多間雜誌社關係密切。